# Aleksandrowskoje (Kraj Stawropolski)
Aleksandrowskoje (ros. Александровское) – wieś w Rosji, w Kraju Stawropolskim, ośrodek administracyjny rejonu aleksandrowskiego. W 2010 liczyła 27 471 mieszkańców.